# Fast Layne
 (novembre 2019).
Si vous disposez d'ouvrages ou d'articles de référence ou si vous connaissez des sites web de qualité traitant du thème abordé ici, merci de compléter l'article en donnant les références utiles à sa vérifiabilité et en les liant à la section « Notes et références ».
Fast Layne est une mini-série américaine créée par Travis Braun et diffusée entre le 15 février et le 31 mars 2019 sur Disney Channel.
Elle est diffusée en France à partir du 11 mai 2019 sur Disney Channel France.
C'est la deuxième mini-série de Disney Channel, après Royal Ranch.

## Synopsis
Layne Reed, une jeune fille de 12 ans à la vie très organisée résidant dans la ville fictive de Cedarville, découvre, aux côtés de sa voisine Zora, l'existence d'une voiture ultra-sophistiquée dotée d'une intelligence artificielle et douée de parole dénommée V. I. N. (acronyme de Vehicle Integrated Nanotech), cachée dans un hangar souterrain secret situé sous une cabane abandonnée adjacente à sa maison. Elle finira par se rendre compte qu'elle est liée au véhicule et qu'elle semble donc être par conséquent la seule à pouvoir l'activer et le contrôler mais également que d'autres personnes cherchent à s'en emparer par tous les moyens et qu'elle devra tout faire pour empêcher cela.

## Distribution

### Acteurs principaux
- Sophie Pollono (VF : Manon Delauvaux) : Layne Reed
- Sofia Rosinsky (VF : Sophie Pyronnet) : Zora Morris
- Brandon Rossel (VF : Esteban Oertli) : Cody Castillo
- Winston Fegley (VF : Nathan Willems) : Melvin « Mel » George

### Acteurs récurrents
- Nate Torrence (VF : Maxime Van Santfoort) : V. I. N. (voix)
- Diana Bang (en) : Dr Jessica Kwon
- Enid-Raye Adams : Cheryl Reed
- David Milchard : Rob Reed
- Michael Adamthwaite (en) : Clint Riggins
- Caitlin Howden : Betty George
- Reese Alexander : Principal Maurice Mugbee
- Ty Consiglio : Jasper Marr

### Invités
- Anna Cathcart : Anna
- Adrian Petriw (en) : Alonzo (voix)

- Version française
  - Société de doublage : Dubbing Brothers
  - Direction artistique : Jean-Pierre Denuit
  - Adaptation : David Écosse

## Épisodes
| Saison | Saison | Épisodes | États-Unis      | États-Unis   | France      | France        |
| Saison | Saison | Épisodes | Début           | Fin          | Début       | Fin           |
| ------ | ------ | -------- | --------------- | ------------ | ----------- | ------------- |
|        | 1      | 8        | 15 février 2019 | 31 mars 2019 | 11 mai 2019 | 1er juin 2019 |

| № | # | Titre français                       | Titre original                | Diffusion française | Diffusion originale | Code prod. |
| - | - | ------------------------------------ | ----------------------------- | ------------------- | ------------------- | ---------- |
| 1 | 1 | Kilomètre 1 : La voix dans la cabane | Mile 1: The Voice in the Shed | 11 mai 2019         | 15 février 2019     | 101        |
| 2 | 2 | Kilomètre 2 : Payé pour rouler       | Mile 2: Paid to Drive         | 11 mai 2019         | 17 février 2019     | 102        |
| 3 | 3 | Kilomètre 3 : VIN pète un cable      | Mile 3: VIN Goes Wild         | 18 mai 2019         | 24 février 2019     | 103        |
| 4 | 4 | Kilomètre 4 : Layne change           | Mile 4: Changing Laynes       | 18 mai 2019         | 3 mars 2019         | 104        |
| 5 | 5 | Kilomètre 5 : Road Trip              | Mile 5: Road Trip             | 25 mai 2019         | 10 mars 2019        | 105        |
| 6 | 6 | Kilomètre 6 : Code Orange            | Mile 6: Code Orange           | 25 mai 2019         | 17 mars 2019        | 106        |
| 7 | 7 | Kilomètre 7 : En cavale !            | Mile 7: On the Run            | 1er juin 2019       | 24 mars 2019        | 107        |
| 8 | 8 | Kilomètre 8 : Parents hélicoptères   | Mile 8: Helicopter Parents    | 1er juin 2019       | 31 mars 2019        | 108        |

## Audiences
| Saison | Épisodes | Lancement         | Lancement       | Fin de saison | Fin de saison   | Moyenne des télespectateurs |
| Saison | Épisodes | Date de diffusion | Téléspectateurs | Date          | Téléspectateurs | Moyenne des télespectateurs |
| ------ | -------- | ----------------- | --------------- | ------------- | --------------- | --------------------------- |
| 1      | 8        | 15 février 2019   | 930 000         | 31 mars 2019  | 550 000         | 570 000                     |